# Liścianek sektornik
Liścianek sektornik (Zygiella x-notata) – gatunek pająka z rodziny Phonognathidae.

## Występowanie
Od Europy do Turcji i Kaukazu, w tym w Polsce. Został introdukowany w Ameryce Północnej i Południowej, Chinach, Japonii, na Réunion i Sumatrze.
W Europie na południu zasiedla zarośla, na północ od Alp jest gatunkiem synantropijnym, prawie zawsze występuje w pobliżu człowieka – na ramach okien, murach, płotach, ścianach budynków, pod rynnami.

## Morfologia
Głowotułów żółto-brązowy, na odwłoku wzór w kolorach czarnym, szarym i żółtym, przypominający liść. Odwłok często ze srebrnym połyskiem, pochodzącym podobnie jak u ryb od guaniny.
Samice mają 7–11,5 mm długości, samce 4–8 mm.
Samce w porównaniu do samic mają mniejszy odwłok i dłuższe nogi.

## Tryb życia
Liścianek sektornik buduje koliste sieci łowne. Podobnie jak inne gatunki z rodzaju Zygiella zostawia pusty sektor w górnej części pajęczyny. Tuż za nim pośrodku znajduje się lina sygnałowa, której koniec trzyma czekający w ukryciu pająk. Lina jest umieszczona pod kątem 40° lub większym w stosunku do płaszczyzny sieci. Zdarza się, że jesienią po złożeniu jaj samica wypełnia część pustego sektora.